# Protoholozoa pedunculata
Protoholozoa pedunculata är en sjöpungsart som beskrevs av Kott 1969. Protoholozoa pedunculata ingår i släktet Protoholozoa och familjen Holozoidae.
Artens utbredningsområde är Södra Ishavet. Inga underarter finns listade i Catalogue of Life.